# Artscheda
Der Fluss Artscheda (russisch Арчеда) ist ein 167 km langer linker Nebenfluss der Medwediza und gehört damit zum Flusssystem des Don. 
Der Fluss entspringt in der Wolgaplatte in der Oblast Wolgograd und mündet in die Medwediza. Der größte Teil des Wassers stammt aus schmelzendem Schnee der Wolgaplatte. Die größte Stadt am Fluss ist Frolowo in der Oblast Wolgograd.